# Diego Arismendi
Hugo Diego Arismendi (ur. 25 stycznia 1988 w Montevideo) – urugwajski piłkarz występujący na pozycji pomocnika w Stoke City.

## Kariera klubowa
Arismendi karierę rozpoczął w zespole Club Nacional de Football. W sezonie 2006/2007 rozegrał dla tego klubu 10 ligowych meczów. W czasie następnych dwóch lat zagrał w 46 spotkaniach i strzelił jednego gola. W sezonie 2008/2009 został wybrany najlepszym graczem swojego zespołu.
29 sierpnia 2009 roku za 2,5 miliona funtów przeszedł do Stoke City. W nowym klubie zadebiutował 22 września w spotkaniu Pucharu Ligi z Blackpool.
2 marca 2010 roku został wypożyczony do końca sezonu 2009/2010 do Brighton & Hove Albion. Rozegrał tam sześć ligowych meczów.
12 lipca 2010 roku został wypożyczony na jeden sezon do Barnsley.

## Kariera reprezentacyjna
Arismendi w reprezentacji Urugwaju zadebiutował w maju 2008 roku w meczu z Norwegii. W kadrze zagrał łącznie dwa razy.